# سلخ (شعر)
السلخ ويقال له الاهتدام أيضا، هو أن تعمد إلى بيت فتضع مكان كل لفظ لفظا آخر في معناه، مثل أن تعمد إلى قول الحطيئة:
فتقول:

## وصلات خارجية
- السلخ - المثل السائر في أدب الكاتب والشاعر